# Stephen Lunsford
Stephen Sean Lunsford-White, noto col nome d'arte di Stephen Lunsford, (Sacramento, 25 novembre 1989) è un attore, regista, produttore cinematografico e sceneggiatore statunitense famoso per aver interpretato i ruoli di Adam e Kit Taylor nella serie Kamen Rider: Dragon Knight.

## Biografia

### Giovinezza
Secondo quanto dichiarato da Lunsford in un'intervista a NerdSociety, il suo comportamento tenuto da bambino gli è valso la reputazione di "piantagrane". Per alleviare la situazione, ha partecipato a vari sport, ma alla fine ha scelto di intraprendere la carriera di attore. Nel 2012 si è diplomato presso il California Institute of the Arts e il College of the Canyons dove ha studiato cinema.

### Carriera
A partire dal 2006 Lunsford ha iniziato a recitare, dirigere e produrre propri video indipendenti su YouTube. Tema principali di questi video erano parodie di film di successo come Inception, Twilight e Una notte da leoni. 
Nel 2009 Lunsford è stato contattato per interpretare il ruolo del protagonista nella serie televisiva Kamen Rider: Dragon Knight.
Ha recitato nei film horror Maneater e Beneath the Darkness accanto a Dennis Quaid.
Nel 2012 ha interpretato il ruolo di Matt Daehler nella serie Teen Wolf.  Prima di entrare nel cast della serie, Lunsford riteneva la serie alquanto ridicola.

## Filmografia

### Attore

#### Cinema
- The Problem with Percival, regia di Seth Gordon – cortometraggio (2006)
- Bratz (Bratz: The Movie), regia di Sean McNamara (2007)
- Maneater, regia di Michael Emanuel (2009)
- The Hangover Hollywood, regia di Stephen Ford – cortometraggio (2011)
- Beneath the Darkness, regia di Martin Guigui (2011)
- The Bournes Anonymous, regia di Stephen Ford – cortometraggio (2012)
- Slay Belles, regia di Dan Walker (2018)

#### Televisione
- Malcolm (Malcolm in the Middle) – serie TV, 2 episodi (2003) (non accreditato)
- Unfabulous – serie TV,  3 episodi (2004-2005)
- Blood Deep, regia di Todd S. Kniss (2005)
- Febbre d'amore (The Young and the Restless), nell'episodio 1x8258 (2005)
- Zoey 101 – serie TV, episodio 3x07 (2007)
- Cory alla Casa Bianca (Cory in the House), nell'episodio "Il segreto di Cory" (2007)
- Desperate Housewives - I segreti di Wisteria Lane (Desperate Housewives) – serie TV, episodio 5x19 (2009)
- Kamen Rider: Dragon Knight (Kamen Rider: Dragon Knight) – serie TV, 40 episodi (2008-2010)
- Private Practice (Private Practice) – serie TV, 6 episodi (2009-2010)
- Victorious (Victorious) – serie TV, episodio 1x18 (2011)
- Sketchy – serie TV, episodio 2x15 (2012)
- Teen Wolf – serie TV, 9 episodi (2012)
- Switched at Birth - Al posto tuo (Switched at Birth) – serie TV, episodi 2x01-2x02 (2013)
- First, regia di Brett DelBuono – cortometraggio (2013)
- Lo stalker della finestra di fronte (I Am Watching You), regia di Maureen Bharoocha – film TV (2016)
- SIXERS – serie TV, 6 episodi (2018)

### Regista

#### Cinema
- The Hangover Hollywood – cortometraggio (2011)
- The Bournes Anonymous – cortometraggio (2012)
- A Song of Iron – cortometraggio (2021)

#### Televisione
- Sketchy – serie TV, episodio 2x15 (2012)
- Tomb Raider Facts – serie TV cortometraggio (2013)

### Produttore
- The Bournes Anonymous, regia di Stephen Lunsford – cortometraggio (2012)

#### Produttore esecutivo
- The Hangover Hollywood, regia di Stephen Lunsford – cortometraggio (2011)

### Sceneggiatore
- The Hangover Hollywood, regia di Stephen Lunsford – cortometraggio (2011)
- Tomb Raider Facts – serie TV cortometraggio (2013)

## Doppiatori italiani
Nelle versioni in italiano delle opere in cui ha recitato, Stephen Lunsford è stato doppiato da:
- Stefano Crescentini in Bratz
- Renato Novara in Kamen Rider: Dragon Knight
- Simone Veltroni in Private Practice
- Sacha De Toni in Teen Wolf
- Riccardo Petrozzi in Lo stalker della finestra di fronte